# Frankfurter Allgemeine Zeitung
Frankfurter Allgemeine Zeitung (FAZ) er en tysk konservativ avis. FAZ er en af de mest anerkendte aviser i Tyskland og udkommer i over 380.000 eksemplarer. FAZ er ydermere en af de aviser, der har størst oplag udenfor Tyskland. Søndagsudgaven hedder Frankfurter Allgemeine Sonntagszeitung.
Avisen, der ejes af fonden FAZIT-Stiftung, udkom første gang den 1. november 1949. Avisen skiller sig ud fra næsten alle andre dagblade i hele verden ved aldrig at have billeder på forsiden. To gange har avisen dog brudt denne regel, nemlig den 4. oktober 1990, da den viste et fotografi af Rigsdagsbygningen i Berlin i anledning af Tysklands genforening og den 12. september 2001, da avisen bragte billeder af de to kollapsede World Trade Center-tårne samt af præsident George W. Bush. Frankfurter Allgemeine og Süddeutsche Zeitung er de eneste aviser i Tyskland, der har eget netværk af korrespondenter ude i verden.